# なかい君の学スイッチ
『なかい君の学スイッチ』（なかいくんのまなぶスイッチ）は、TBSテレビで2017年10月16日から2018年9月25日まで月曜版『テッペン!』枠で放送されていた中居正広の冠番組、教養バラエティ番組である。

## 概要
「もっと勉強しておけばよかった」、「ちゃんとした大人になりたい」など大人になってからの後悔を払拭してくれる学校を舞台に「勉強は苦手だけれども、大人になって学びたい」と思う芸能人が「知ることができなかった事」や「聞けなかった疑問」を授業形式で学ぶ番組。MCの中居自身もクラスメイト（準レギュラー・ゲスト）と一緒に学んでいく。『UTAGE』→『Momm!!』と続いた歌謡番組路線から一転、『テッペン!』月曜では初のバラエティ番組となった。

## 出演者

### レギュラー
MC（学級委員）
- 中居正広

 進行（学年主任）
- 伊東紗冶子（セント・フォース）
- 松本あゆ美（セント・フォース）

### 準レギュラー（クラスメイト・先生）
「放送リスト」を参照。

## 放送リスト
| 回 | 放送日          | 内容                                                                                  | 先生                                                                | クラスメイト（準レギュラー・ゲスト）                                                         | 備考                                                                                           |
| -- | --------------- | ------------------------------------------------------------------------------------- | ------------------------------------------------------------------- | -------------------------------------------------------------------------------------------- | ---------------------------------------------------------------------------------------------- |
| 1  | 10月16日        | 銀行                                                                                  | 平子祐希（アルコ&ピース） 菅井敏之（元銀行員）                      | 石川恋 神田沙也加 サンドウィッチマン ヒロミ                                                  |                                                                                                |
| 1  | 10月16日        | 離婚                                                                                  | 椿鬼奴、原口未緒（弁護士）                                          | いしだ壱成 神田沙也加 鈴木奈々 塚本高史 博多華丸・大吉                                       |                                                                                                |
| 2  | 10月23日        | ハロウィン                                                                            | 横澤夏子                                                            | 足立梨花 サンドウィッチマン 小峠英二（バイきんぐ）                                           |                                                                                                |
| 2  | 10月23日        | 芸能人の差し入れ                                                                      | 長田庄平（チョコレートプラネット） アンミカ                         | いしだ壱成 神田沙也加 鈴木奈々 塚本高史 博多華丸・大吉                                       | 差し入れ紹介者： 綾野剛 有野晋哉（よゐこ） 石原さとみ IKKO 嘉門タツオ 北島三郎 竹内結子 菜々緒 |
| 3  | 10月31日 （火） | 美女と野獣カップル&話題の通貨ビットコイン                                             | 斉藤慎二（ジャングルポケット） アイクぬわら（超新塾）               | 石川恋 神田沙也加 サンシャイン池崎 サンドウィッチマン ヒロミ 足立梨花 小峠英二（バイきんぐ） | 0:11 - 1:10に放送。 （15分遅れ）                                                               |
| 4  | 11月7日 （火）  | お米を10倍美味しく食べる方法を学ぶ                                                    | 水田信二（和牛） 学年主任：伊東紗冶子                               | 高橋茂雄（サバンナ） 岡副麻希 りゅうちぇる 真壁刀義                                          | 0:11 - 1:10に放送。 （15分遅れ）                                                               |
| 4  | 11月7日 （火）  | 今週も生徒たちのプライベートが続々                                                    | 水田信二（和牛） 学年主任：伊東紗冶子                               | 高橋茂雄（サバンナ） 岡副麻希 りゅうちぇる 真壁刀義                                          | 0:11 - 1:10に放送。 （15分遅れ）                                                               |
| 5  | 11月20日        | ブーム再来のバブルを学ぶ                                                              | 長田庄平（チョコレートプラネット） 学年主任：松本あゆ美             | 石川恋 井森美幸 サンドウィッチマン 田中美奈子                                                |                                                                                                |
| 6  | 11月27日        | ゼロから学ぶ!ふるさと納税                                                             | カミナリ 学年主任：松本あゆ美、川又智菜美                           | 朝比奈彩 神田沙也加 小峠英二（バイきんぐ） サンドウィッチマン                                |                                                                                                |
| 7  | 12月4日         | 超鍋奉行!神田沙也加ちゃんが気になる 「芸能人の自宅鍋」&「新し美味しい究極の鍋のシメ」 | 関太（タイムマシーン3号） 学年主任：松本あゆ美                      | 神田沙也加 ギャル曽根 小峠英二（バイきんぐ） 高橋茂雄（サバンナ） 三戸なつめ                 |                                                                                                |
| 8  | 12月11日        | いしだ壱成とモラハラ&大掃除に向けメルカリを学ぶ                                       | 椿鬼奴、村上健志（フルーツポンチ） 学年主任：松本あゆ美・川又智菜美 | 石川恋 いしだ壱成 井森美幸 神田沙也加 サンドウィッチマン 田中美奈子 藤本美貴                 |                                                                                                |

| 回 | 放送日         | 内容                                            | 先生                                                                                                   | クラスメイト（準レギュラー・ゲスト）                                                                                          | 備考                               |
| -- | -------------- | ----------------------------------------------- | --- | --- | ---------------------------------- |
| 9  | 1月8日         | 洗濯男子・岡田将生が来校!芸能人の洗濯事情を診断 | 橋本直（銀シャリ） 学年主任：川又智菜美                                                                | 安藤なつ（メイプル超合金） 岡田将生 神田愛花 小峠英二（バイきんぐ）                                                           |                                    |
| 10 | 1月15日        | こじらせ芸能人が学ぶ晩婚の恐怖&最新結婚詐欺SP   | バービー（フォーリンラブ） 学年主任：川又智菜美                                                        | 足立梨花 いとうあさこ サンドウィッチマン 田中みな実 馬場典子                                                                  | 役者：アキラ100%                   |
| 11 | 1月22日        | プロが教える!10倍美味しくなる家飲みコーヒー     | 川島明（麒麟）、バービー 主任：松本あゆ美、川又智菜美                                                  | 朝比奈彩 足立梨花 石川恋 神田沙也加 小芝風花 サンシャイン池崎 サンドウィッチマン 高橋茂雄（サバンナ） 滝沢カレン              |                                    |
| 12 | 1月29日        | 卵かけご飯大好き芸能人と「深夜のTKG祭り」       | 内山信二 学年主任：新井恵理那                                                                          | 神田沙也加 小峠英二（バイきんぐ） 高橋茂雄（サバンナ） 彦摩呂                                                                 |                                    |
| 13 | 2月5日         | 芸能人が買って良かったモノをプレゼン            | ヒデ（ペナルティ） 学年主任：新井恵理那                                                                | 川田裕美 神田沙也加 佐藤エリ サンドウィッチマン                                                                               |                                    |
| 14 | 2月13日 （火） | TV初公開!芸能人が愛するカレー10連発SP           | 内山信二 学年主任：新井恵理那                                                                          | 岡田紗佳 神田沙也加 ギャル曽根 博多華丸・大吉                                                                                 | 0:06 - 1:05に放送。 （10分遅れ）   |
| 15 | 2月20日 （火） | 芸能人が聞いて得した日常のギモン20連発SP        | 橋本直（銀シャリ） 平子祐希（アルコ&ピース） 関太（タイムマシーン3号） 水田信二（和牛） 川島明（麒麟） | ギャル曽根 三戸なつめ 岡副麻希 真壁刀義 りゅうちぇる 小芝風花                                                                 | 0:06 - 1:05に放送。 （10分遅れ）   |
| 15 | 2月20日 （火） | 芸能人が聞いて得した日常のギモン20連発SP        | 村上健志（フルーツポンチ） 学年主任：新井恵理那                                                        | サンシャイン池崎 安藤なつ（メイプル超合金）                                                                                   | 0:06 - 1:05に放送。 （10分遅れ）   |
| 16 | 2月26日        | 激ウマ特茶どん兵衛が襲来…コンビニアレンジSP     | 橋本直（銀シャリ） 学年主任：新井恵理那                                                                | 川田裕美 神田沙也加 ギャル曽根 博多華丸・大吉 竜星涼                                                                          |                                    |
| 17 | 3月5日         | カップヌードルをアレンジ&オリジン極秘情報流出   | 高橋真麻 学年主任：松本あゆ美                                                                          | 朝比奈彩 安藤なつ（メイプル超合金） 神田沙也加 高杉真宙 博多華丸（博多華丸・大吉）                                            |                                    |
| 18 | 3月12日        | 間違いない商品22連発プロが家で使う愛用品SP      | 内山信二、ナイツ 学年主任：松本あゆ美                                                                  | 岡副麻希 岡田紗佳 神田沙也加 ギャル曽根 近藤千尋 高杉真宙 博多華丸・大吉                                                      |                                    |
| 19 | 3月19日        | 忖度なし!芸能人が買ってよかったモノ大公開SP     | 川田裕美 学年主任：松本あゆ美                                                                          | 石川恋 神田沙也加 近藤千尋 高橋茂雄（サバンナ） 道端アンジェリカ                                                              |                                    |
| 20 | 3月26日        | 好評第2弾!プロが愛する間違いない商品17連発      | 小峠英二（バイきんぐ） 学年主任：松本あゆ美                                                            | 神田沙也加 サンドウィッチマン 平祐奈                                                                                          |                                    |
| 21 | 4月2日         | サンド&中居のガラケー3銃士VSスマホアプリ        | 川島明（麒麟） 学年主任：松本あゆ美                                                                    | 飯豊まりえ 池田美優 黒坂莉那 神田沙也加 劇団ひとり サンドウィッチマン 中川大志 濱田龍臣 東大王（水上颯・伊沢拓司・鶴崎修功）  |                                    |
| 22 | 4月30日        | 忖度なし!芸能人が買ってよかったモノ大公開3弾    | 川田裕美 学年主任：永尾まりや                                                                          | AYA 完熟フレッシュ 滝沢カレン 田中みな実 博多華丸・大吉 池田美優                                                              |                                    |
| 23 | 5月7日         | 華丸大吉MC・大人気食品の企業公認アレンジレシピ  | 博多華丸・大吉 学年主任：永尾まりや                                                                    | 井森美幸 森三中 |                                    |
| 24 | 5月14日        | サンド&中居のガラケー三銃士VSスマホアプリ       | 井上裕介（NON STYLE） 学年主任：松本あゆ美                                                             | サンドウィッチマン 陣内智則 ブルゾンちえみ 益若つばさ りゅうちぇる                                                            |                                    |
| 25 | 5月21日        | 新企画!人気店で裏技オーダーできる?できない?     | サンドウィッチマン、矢野正樹（ガリベンズ） 学年主任：松本あゆ美                                        | 川田裕美 小峠英二（バイきんぐ） 高橋茂雄（サバンナ） 西銘駿 池田美優                                                          |                                    |
| 26 | 5月28日        | 超話題の若者たち×おじさんカルテット初対面SP     | 藤田ニコル 学年主任：松本あゆ美                                                                        | 岡田結実 小峠英二（バイきんぐ） 博多華丸・大吉 ラブリ                                                                         |                                    |
| 27 | 6月5日 （火）  | ○○好き芸能人が買ってよかったモノ大公開SP        | 川田裕美 学年主任：松本あゆ美 SP出演：山田孝之、長澤まさみ                                             | 神谷えりな（仮面女子） 武井壮 博多華丸・大吉 藤田ニコル                                                                       | 0:01 - 1:00に放送。 （5分遅れ）    |
| 28 | 6月12日 （火） | 芸能人が何度もオススメしたい地元のテッパン品SP  | サンドウィッチマン 学年主任：松本あゆ美                                                                | アンガールズ 菊地亜美 篠原信一 高橋茂雄（サバンナ） ヒロミ 博多・華丸大吉                                                     | 0:01 - 1:00に放送。 （5分遅れ）    |
| 29 | 6月19日 （火） | 地元好き芸能人推薦!東京で味わえる地方グルメの店 | サンドウィッチマン 学年主任：松本あゆ美                                                                | アンガールズ 福島善成（ガリットチュウ） 菊地亜美 高橋茂雄（サバンナ） ヒロミ                                                  | 0:01 - 1:00に放送。 （5分遅れ）    |
| 30 | 7月3日 （火）  | 芸能人が衝撃を受けた疑問10連発SP                | | 神田沙也加 博多華丸・大吉 サンドウィッチマン 小峠英二（バイきんぐ）                                                           | 0:01 - 1:00に放送。 （5分遅れ）    |
| 31 | 7月16日        | SNS・ネットにあげた1本の動画で人生変わった人    | 池田美優 学年主任：松本あゆ美                                                                          | 安倍乙 岩井ジョニ男（イワイガワ） 小峠英二（バイきんぐ） 博多華丸・大吉                                                       |                                    |
| 32 | 7月23日        | 1本の動画で人生が変わった話題の人               | 岡井千聖 学年主任：松本あゆ美                                                                          | 川田裕美 久間田琳加 最上もが 博多華丸・大吉                                                                                   |                                    |
| 33 | 7月30日        | 1本の動画で人生が変わった人                     | 村上健志（フルーツポンチ） 学年主任：松本あゆ美                                                        | サンドウィッチマン 神谷えりな 葵わかな 狩野英孝 フィッシャーズ                                                                |                                    |
| 34 | 8月6日         | 1つの商品を生み出し 人生変わった人              | 川田裕美 学年主任：松本あゆ美                                                                          | ALEXANDER 小峠英二（バイきんぐ） サンドウィッチマン 鈴木奈々                                                                  | 23:58 - 翌0:57に放送。 （2分遅れ） |
| 35 | 8月14日 （火） | 1つのコトを極めたら人生変わった人               | 川田裕美 学年主任：松本あゆ美                                                                          | 小島瑠璃子 佐久間由衣 高橋茂雄（サバンナ） 博多華丸・大吉                                                                     | 0:01 - 1:00に放送。 （5分遅れ）    |
| 36 | 8月20日        | 1本の動画で人生変わった人 夏休みSP              | 岡井千聖、池田美優、村上健志（フルーツポンチ） 学年主任：松本あゆ美                                    | 葵わかな 安倍乙 岩井ジョニ男 狩野英孝 神谷えりな 川田裕美 久間田琳加 小峠英二（バイきんぐ） 博多華丸・大吉                    |                                    |
| 37 | 9月3日         | 動画で人生変わった!音楽界で話題の少年少女SP     | 斎藤司（トレンディエンジェル） 学年主任：松本あゆ美                                                    | 新井恵理那 小峠英二（バイきんぐ） 博多華丸・大吉 若槻千夏                                                                     | 23:57 - 翌0:56に放送。 （1分遅れ） |
| 38 | 9月10日        | 新たな才能発見SPパラパラ漫画超えパラデル漫画    | 村上健志（フルーツポンチ） 学年主任：松本あゆ美                                                        | 鈴木光 中井りか（NGT48） 博多華丸・大吉                                                                                       | 23:57 - 翌0:56に放送。 （1分遅れ） |
| 39 | 9月18日 （火） | どん底から人生大逆転した世界一の人SP            | 小峠英二（バイきんぐ） 学年主任：松本あゆ美                                                            | 朝日奈央 川田裕美 博多華丸・大吉                                                                                              | 0:12 - 1:11に放送。 （16分遅れ）   |
| 40 | 9月25日 （火） | 人生が変わった人最終回SP                        | 川田裕美 斎藤司（トレンディエンジェル） 村上健志（フルーツポンチ）                                     | 新井恵理那 小島瑠璃子 小峠英二（バイきんぐ） 佐久間由衣 鈴木光 高橋茂雄（サバンナ） 中井りか（NGT48） 博多華丸・大吉 若槻千夏 | 0:11 - 1:10に放送。 （15分遅れ）   |

## スタッフ
- ナレーター:中村啓子、三村ロンド
- 構成:小山賢太郎、はしもとこうじ、山形遼介、片岡章博、布広太一／都築浩
- TM:山下直
- TD:中村年正
- VE:宮本民雄
- カメラ:端坂嘉寛
- 音声:浜崎健
- 照明:加藤美和子
- 美術プロデューサー:山口智広
- 美術デザイナー:太田卓志、松田エリザベス玲子
- 美術制作:若松真夢
- 装置:鈴木匡人
- 操作:石川清大
- 電飾:住義仁
- アクリル装飾:青木剛
- 装飾:篠原直樹
- 持道具:小松絵里子
- ヘアメイク:アートメイク・トキ
- 衣装:渥美智恵
- CG:岩澤新兵
- イラスト:Rica、グレートインターナショナル
- 音響効果:加藤博紀
- 編集:高橋雄人
- MA:湯浅絵理奈
- 編成:中島啓介
- 宣伝:小林恵美子、伊藤隆大
- TK:長谷川道子
- 技術協力:T-TEX、TAMCO
- MP:吉橋隆雄
- 制作進行:相馬令子
- AD:坂口英雄、青井真宏、平井直美、辻下晄、菊池雄輔、五十嵐尭、島田諒太朗、野口眞嗣
- AP:久田誠司、や田貝義行、久松理絵、白山真穂
- ディレクター:守屋茂員、丹川祥一、角田瞬、妹尾篤志、小川真人、本田哲也、林博史、林田昌之、安井啓太、川崎敬、流郷敏隆、名取佑樹、照井有、松藤豪、関川智実、林昇平、村中良輔、松原裕、片岡靖就
- 演出:高田脩
- プロデューサー:大木真太郎、時松隆吉
- 制作:TBSテレビ制作局制作1部
- 制作著作:TBS

### 過去のスタッフ
- MP:古谷英一

## ネット局
| 放送対象地域   | 放送局                | 系列    | 放送日時                     | 放送開始日                     | ネット状況 | 脚注     |
| -------------- | --------------------- | ------- | ---------------------------- | ------------------------------ | ---------- | -------- |
| 関東広域圏     | TBSテレビ（TBS）      | TBS系列 | 月曜 23:56 - 翌0:55          | 2017年10月16日 - 2018年9月25日 | 制作局     |          |
| 岩手県         | IBC岩手放送（IBC）    | TBS系列 | 月曜 23:56 - 翌0:55          | 2017年10月16日 - 2018年9月25日 | 同時ネット |          |
| 宮城県         | 東北放送（TBC）       | TBS系列 | 月曜 23:56 - 翌0:55          | 2017年10月16日 - 2018年9月25日 | 同時ネット |          |
| 山形県         | テレビユー山形（TUY） | TBS系列 | 月曜 23:56 - 翌0:55          | 2017年10月16日 - 2018年9月25日 | 同時ネット |          |
| 福島県         | テレビユー福島（TUF） | TBS系列 | 月曜 23:56 - 翌0:55          | 2017年10月16日 - 2018年9月25日 | 同時ネット |          |
| 静岡県         | 静岡放送（SBS）       | TBS系列 | 月曜 23:56 - 翌0:55          | 2017年10月16日 - 2018年9月25日 | 同時ネット |          |
| 鳥取県・島根県 | 山陰放送（BSS）       | TBS系列 | 月曜 23:56 - 翌0:55          | 2017年10月16日 - 2018年9月25日 | 同時ネット |          |
| 岡山県・香川県 | 山陽放送（RSK）       | TBS系列 | 月曜 23:56 - 翌0:55          | 2017年10月16日 - 2018年9月25日 | 同時ネット |          |
| 広島県         | 中国放送（RCC）       | TBS系列 | 月曜 23:56 - 翌0:55          | 2017年10月16日 - 2018年9月25日 | 同時ネット |          |
| 愛媛県         | あいテレビ（itv）     | TBS系列 | 月曜 23:56 - 翌0:55          | 2017年10月16日 - 2018年9月25日 | 同時ネット |          |
| 石川県         | 北陸放送（MRO）       | TBS系列 | 火曜 0:00 - 1:00（月曜深夜） | 2017年10月24日                 | 遅れネット |          |
| 北海道         | 北海道放送（HBC）     | TBS系列 | 火曜 0:27 - 1:27（月曜深夜） | 2017年10月24日                 | 遅れネット |          |
| 中京広域圏     | CBCテレビ（CBC）      | TBS系列 | 火曜 0:59 - 1:59（月曜深夜） | 2017年10月27日                 | 遅れネット | [ 注 9 ] |
| 近畿広域圏     | 毎日放送（MBS）       | TBS系列 | 金曜 1:59 - 3:00（木曜深夜） | 2017年11月3日                  | 遅れネット |          |

HBCでは、2018年1月8日から同時ネットとなった。